# Oshu
Ōshū (Japans: 奥州市, Ōshū-shi) is een stad in de prefectuur Iwate in het noorden van Honshu, Japan. De stad heeft een oppervlakte van 993,35 km² en had begin 2008 ruim 128.000 inwoners. De rivier Kitakami stroomt van noord naar zuid door de stad.

## Geschiedenis
Ōshū werd op 20 februari 2006 een stad (shi) na samenvoeging van de voormalige steden Mizusawa (水沢市, Mizusawa-shi) en Esashi (江刺市, Esashi-shi), de gemeentes Maesawa (前沢町, Maesawa-chō) en Isawa (胆沢町, Isawa-chō) en het dorp Koromogawa (衣川村, Koromogawa-mura).

## Verkeer
Ōshū ligt aan de Tohoku Shinkansen en aan de Tōhoku-hoofdlijn van de East Japan Railway Company.
Ōshū ligt aan de Tōhoku-autosnelweg en aan de autowegen 4, 107, 343, 397 en 456.

## Stedenbanden
Ōshū heeft een stedenband met
- Shepparton, Victoria, Australië, sinds 3 maart 1979;
- Reutte, Oostenrijk, sinds 7 juni 1991;
- Breitenwang, Oostenrijk, sinds 7 juni 1991;

## Aangrenzende steden
- Hanamaki
- Kitakami
- Ichinoseki
- Tōno

## Geboren in Ōshū
- Ichiro Ozawa (politicus)
- Gotō Shinpei (staatsman en minister)
- Saitō Makoto (staatsman en minister)